# 半乳糖醇
半乳糖醇（英語： 或 dulcitol）是一种糖醇，是半乳糖的还原产物。在半乳糖激酶缺乏症（一种半乳糖血症）患者中，多余的半乳糖醇会在晶状体积累而导致白内障。
半乳糖醇由半乳糖在醛糖还原酶催化反应中产生。半乳糖本身来自二糖乳糖的代谢成葡萄糖和半乳糖。